# Ślepe ryby

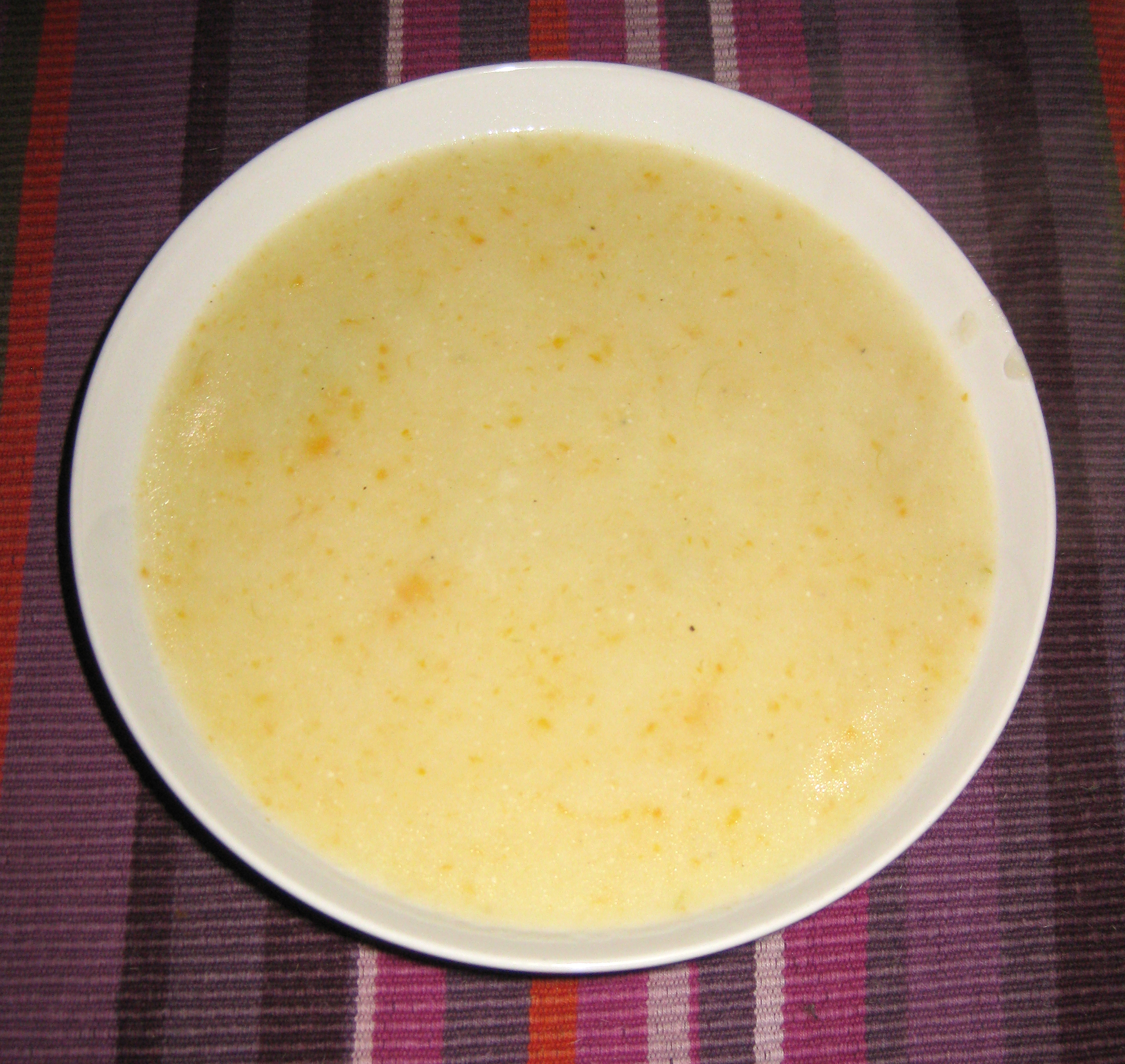
Ślepe ryby z myrdyrdą

Ślepe ryby (inaczej: rzadkie pyrki) – tradycyjna postna zupa ziemniaczana, charakterystyczna dla kuchni wielkopolskiej. Jej nazwa pochodzi stąd, że zazwyczaj nie była gotowana na mięsie, nie zawierała więc oczek tłuszczu. Jeśli była przygotowana z zasmażką, nazywano ją ślepymi rybami z myrdyrdą.
Bazą zupy jest ugotowana włoszczyzna i duża liczba gotowanych ziemniaków przetartych przez sito. Bazę tę rozprowadza się w wodzie; można ją również zabielić mlekiem, śmietaną lub maślanką oraz okrasić słoniną. Ślepe ryby były potrawą przeznaczoną głównie dla osób niezamożnych, a więc w wersji tradycyjnej nie zawierały mięsa. Spotyka się jednak również odmiany mięsne. Zupę podaje się z przysmażoną na złoto bułką.